# Верхнеказымский
Верхнеказымский — посёлок в России, находится в Белоярском районе, Ханты-Мансийского автономного округа — Югры. Входит в сельское поселение Верхнеказымский.

## География
Климат
Климат резко континентальный, зима суровая, с сильными ветрами и метелями, продолжающаяся семь месяцев. Лето относительно тёплое, но короткое.

## Население
| 2008  | 2010  | 2012  | 2013  | 2014  | 2015  | 2016  |
| ----- | ----- | ----- | ----- | ----- | ----- | ----- |
| 1758  | ↗2007 | ↘2002 | ↘1934 | ↘1868 | ↘1823 | ↗1865 |
| 2017  | 2018  | 2019  | 2020  | 2021  |       |       |
| ↗1874 | ↘1826 | ↘1797 | ↘1742 | ↘1606 |       |       |